# ヴァニラ・アイス
ヴァニラ・アイス（Vanilla Ice、本名：Robert Matthew Van Winkle、1967年10月31日 - ）はアメリカ合衆国のミュージシャン、MC、俳優。フロリダ州マイアミ・レイクス出身。

## 概要

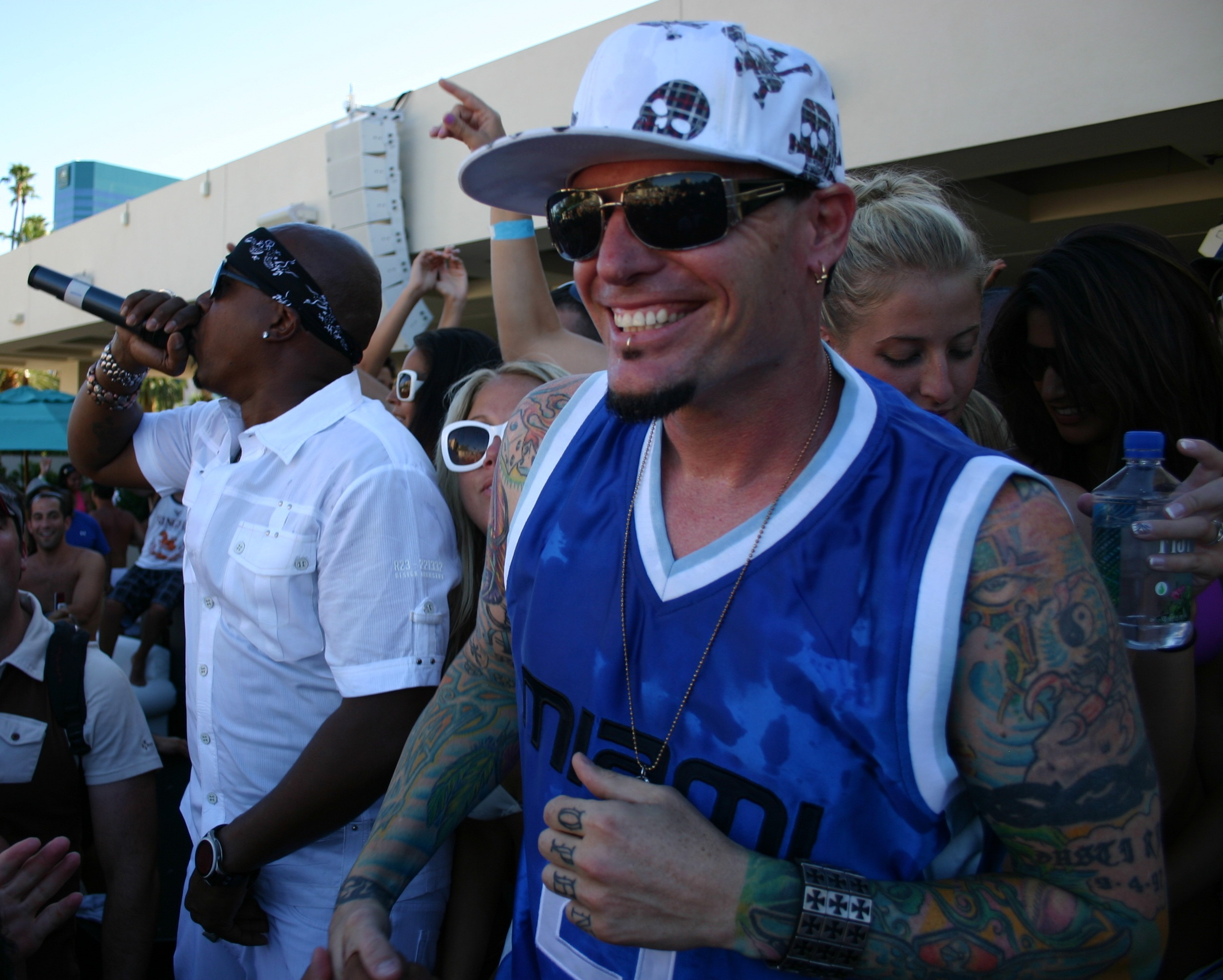
M.C.ハマーとヴァニラ・アイス（2009年）

1989年にインディーズアルバム「Hooked」でデビュー、1990年にリリースしたアルバム「To The Extreme」が大ヒットした。シングル「Ice Ice Baby」はクイーンがデヴィッド・ボウイと共作した「アンダー・プレッシャー」をサンプリングし、700万枚を売り上げる大ヒットとなった。
1991年、映画「クール・アズ・アイス」に主演し、俳優デビューを果たした。
1992年にはマドンナのヌード写真集『SEX』に参加、マドンナとの濃厚な絡みを見せた。
「Ice Ice Baby」の大ヒットで一躍時の人となったヴァニラ・アイスだが、「ゲットー育ち」「モトクロスの大会で優勝した」などといった経歴の詐称が発覚し、人気は急落。1994年のアルバム「Mind Blowin'」は記録的な失敗に終わる。また、ヒット曲「Ice Ice Baby」に関しては無許可で「アンダー・プレッシャー」のサンプリングを行ったことで権利者から訴えられ、ヴァニラ・アイス側は敗訴している。「Ice Ice Baby」の権利は力ずくでシュグ・ナイトに奪われたとも言われている。
その後、コーンやリンプ・ビズキットのプロデュースで知られるロス・ロビンソンの元、ヒップホップからミクスチャー・ロックに方針転換を行い、1998年に「Hard to Swallow」を発表。2001年にはチャックDなどが参加したアルバム「Bipolar」を発表した。「Ice Ice Baby」は何度もリメイクしている。
2010年から放送中のTV番組「The Vanilla Ice Project」、2013年にはミニシリーズ「Vanilla Ice Goes Amish」のホストを務めお茶の間で一定の人気を獲ている。
2015年2月18日、住居侵入・窃盗の疑いで逮捕されたが、保釈金を支払い翌19日に釈放された。

## フィルモグラフィ

### 映画
- ミュータント・ニンジャ・タートルズ2 - Teenage Mutant Ninja Turtles II: The Secret of the Ooz (1991年)
- クール・アズ・アイス - Cool as Ice (1991年)
- エミネム DA HIP HOP WITCH - Da Hip Hop Witch (2000年)
- ニュー・ガイ - The New Guy (2002年)
- アホリックス - The Helix... Loaded (2005年)
- Big Money Rustlas (2010年)
- 俺のムスコ - That's My Boy (2012年)
- リディキュラス・シックス - The Ridiculous 6 (2015年)
- 僕のミッシー - The Wrong Missy (2020年)